# New Born
Singles de Muse
Plug In Baby
(2001) Bliss
(2001)
Pistes de Origin of Symmetry
Bliss
(2)
New Born est un single du groupe de rock britannique Muse, morceau d'ouverture et second extrait de l'album Origin of Symmetry, paru en 2001.
La chanson a été classée 55e meilleure chanson britannique de tous les temps par XFM en 2010.

## Autour du morceau
L'intro utilise des accords arpégés (Em B C G), technique que l'on retrouve dans nombre de compositions du groupe (Sunburn, Bliss…).
L'origine de la chanson semble remonter à la tournée de l'album Showbiz, en 1999, alors que le groupe faisait les premières parties des Foo Fighters. L'intro et le riff de guitare étaient alors beaucoup plus succincts, mais la forme générale du morceau était déjà trouvée.
La piste au piano (une reprise de Philip Glass) fut l'objet d'expérimentations diverses lors des sessions d'enregistrement, notamment lorsque le groupe, ayant alors pris la fâcheuse habitude de travailler sous l'effet de champignons hallucinogènes, tenta de remplacer le piano directement par la voix de Matthew Bellamy, principal compositeur de la bande. Cependant, une fois les esprits recouvrés, la réécoute ne fit pas l'unanimité.
« Les paroles traitent de la « semi-peur » de l'évolution des technologies, et comment en réalité, elles annihilent toute humanité, estime Matthew Bellamy, reprenant ainsi le thème du précédent single Plug In Baby. Le truc qui m'effraie, c'est qu'elles progressent plus vite que nous, empêchant tout contrôle de notre part. Ainsi, mes textes me préparent à une existence future où les corps n'auront plus autant d'importance et où on sera tous connectés en réseau. La première ligne, « link it to the world » (« branche-le au monde »), c'est se relier au monde entier, à une échelle proportionnelle, être né dans une tout autre réalité, dans le même état d'esprit que Matrix, bien que notre intention n'était pas de reprendre l'idée qu'ils s'étaient faite sur une évolution apocalyptique des technologies ».
En analysant la musique, on se rend compte que la composition reprend les thèmes évoqués dans les paroles. L'intro au piano peut rappeler le côté "classique" de l'Homme, sans les nouvelles technologies. Ensuite on entend une guitare avec un gain poussé au maximum et une ligne de basse imposante, ceci mettant en avant le fait que la technologie prend le dessus. De plus, la partie rock est beaucoup plus longue que l'introduction, venant soutenir ce point de vue.

## Liste des pistes
| 1. | New Born           | 6 min 04 s |
| 2. | Shrinking Universe | 3 min 08 s |

| 1. | New Born           | 6 min 04 s |
| 2. | Shrinking Universe | 3 min 08 s |
| 3. | Piano Thing        | 2 min 53 s |
| 4. | New Born (clip)    | 6 min 04 s |

| 1. | New Born            | 6 min 04 s |
| 2. | Map of Your Head    | 4 min 28 s |
| 3. | Plug In Baby (live) | 3 min 33 s |